# Matei Vișniec
Matei Vișniec (n. 29 ianuarie 1956, Rădăuți) este un poet și dramaturg român, activ în acest moment în Franța, cunoscut în special pentru scrierile sale în limba franceză. 
A studiat istoria și filozofia la Universitatea din București și a fost membru fondator al Cenaclului de Luni, coordonat de profesorul Nicolae Manolescu. Este membru de onoare al Academiei Române (din 2025).

## Copilăria
Copilăria și-a petrecut-o la Rădăuți și la Horodnic de Sus, sat de unde este originară mama sa. Tatăl său, care era contabil, s-a născut la Ulma, sat locuit de etnici huțuli. Mama sa a fost învățătoare. Familiei sale i s-a confiscat pământul pe care-l deținea și îl lucra.
De mic, viitorul dramaturg a observat că trebuie să adopte la școală și mai târziu în viața activă o ideologie despre care știa că nu era nici pe departe perfectă. Această diferență între realitate și modul în care este înfățișată, cum ar fi spus tatăl său contabil, între vorbă și faptă, a fost o sursă de inspirație pentru multe dintre piesele sale. 
În perioada 1965-1975 a urmat cursurile școlii primare și ale liceului în orașul natal. Atunci a publicat primele poeme în revista școlii, Lumina, apoi în revista Cutezătorii, unde a fost prezentat de poetul Virgil Teodorescu.
În luna octombrie 1972 a avut loc debutul literar național, printr-o serie de poeme publicate în revista Luceafărul.
Din copilăria petrecută într-un oraș în genul acelora „în care nu se întâmplă nimic”, cum spunea Minulescu, i-a rămas o amintire de neuitat: spectacolul circului în turneu la Rădăuți. Spectacolul plin de culori, pe scenă, în direct, i-a trezit gustul pentru reprezentația teatrală. Atmosfera orașului natal din perioada copilăriei sale îi va inspira ideea piesei Angajare de clovn.

## Opere în limba română
Se mută apoi la București unde are acces la toate bibliotecile, toate formele de scriere, la literatura clasică și modernă. Sensul invers nu era valabil, cenzura îi interzice unele texte, limitându-i creația. Între 1980 și 1987 va fi profesor de istorie și geografie în comuna Dorobanțu-Plătărești din județul Călărași.
Piesele scrise între 1977 și 1987 au fost cenzurate și circulau pe ascuns, doar poemele îi erau publicate. Între 1977 și 1987 scrie cu aviditate câteva volume de poezie, numeroase piese de teatru, un roman și câteva scenarii de film. Cu excepția poeziei, celelalte texte sunt refuzate sistematic de cenzură; autorul reușește însă să-și fotocopieze piesele în numeroase exemplare și să le pună în circulație în mediul teatral și literar, un bun exemplu de samizsdat literar.
A fost membru activ al Cenaclului de Luni, condus de Nicolae Manolescu. Înainte de 1989 i-au apărut în România: La noapte va ninge (Editura Albatros, 1980), Orașul cu un singur locuitor (Editura Albatros, 1982), Înțeleptul la ora de ceai (Editura Cartea Românească, 1984). Debutează în volum la Editura Albatros în 1980 cu culegerea de poeme La noapte va ninge. Publică mai multe grupaje de poezie, precum și fragmente de teatru, în principale reviste și ziare literare naționale și studențești: România literară, Luceafărul, Amfiteatru, Cronica, Viața Românească, Vatra, Echinox etc. Concluzia lui Nicolae Manolescu este: „N-aș paria pe proza lui Vișniec.”

## Dramaturgul
În 1987, fuge din România și cere azil politic în Franța, unde obține cetățenia franceză în 1993. În prezent, locuiește la Paris, unde este jurnalist la Radio France Internationale, și colaborează la diferite alte reviste franceze.
După 1989, devine autorul cel mai jucat în România, în București și în provincie, la radio și la televiziune . În octombrie 1996, Teatrul Național din Timișoara organizează un festival „Matei Vișniec” cu 10 dintre piesele sale, prezentate de către 12 trupe teatrale. Fragmente din piesele sale sunt prezentate și în câteva manuale școlare alternative.

## Exilul și împărăția
În septembrie 1987, va obține o viză turistică pentru o călătorie în Franța și Grecia, iar la Paris o fundație literară din Franța (La Fondation pour une Entraide Intellectuelle Européenne) îi oferă o bursă literară. În timp ce se află la Paris, piesa sa, "Caii la fereastră", este interzisă la Teatrul Nottara din București, cu o zi înainte de premieră, astfel că la începutul lui octombrie autorul cere azil politic în Franța.
În perioada octombrie 1987 - august 1988, autorul trăiește primele luni de exil parizian, are întâlniri cu membrii proeminenți ai emigrației române (Monica Lovinescu, Virgil Ierunca, Virgil Tănase, etc.), ia cursuri intensive de limba franceză, timp de o lună și jumătate locuiește într-un cămin de muncitori imigranți, apoi este găzduit într-un cămin al organizației umanitare "Secours Catholiques". În tot acest timp, frecventează intens teatrele pariziene, începe traducerea propriilor sale piese în limba franceză.
În lunile august 1988 - octombrie 1989, locuiește la Londra unde lucrează ca jurnalist la Secția Română de la RADIO BBC, unde are un contact benefic cu teatrul anglo-saxon și scrie o piesă în limba engleză - The Pit (Groapa).
În luna octombrie 1989, demisionează de la BBC pentru a-și începe studii doctorale în Franța. O bursă de studii de 2 ani îi permite să trăiască la Cetatea Internațională Universitară de la Paris (Cité Internationale Universaitaire) și să scrie o teză despre "Rezistența culturală în Europa de răsărit sub regimurile comuniste". Imediat, va obține prima diplomă franceză - DEA (Diplôme d'Etudes Approfondies); concomitent, începe să scrie piese de teatru direct în limba franceză. După aceea, se va dedica teatrului și activității de jurnalist la Secția Română de la RADIO FRANCE INTERNATIONALE. Începe o bogată activitate de jurnalist. Viața poate fi privită doar prin prisma cruzimii ce se degajă din «ultimele știri» pe care trebuie să le transmită publicului la postul de radio unde este angajat la Paris (RFI).Creația sa literară găsește aici surse de inspirație, de exemplu în războiul din Bosnia (Du sexe de la femme comme champ de bataille dans la guerre en Bosnie), dar apare și pericolul de a nu mai crea, de a nu avea alte subiecte, pe care l-a depășit, însă, întotdeauna.
Din 1992, piesele lui Matei Vișniec se joacă în străinătate: Les chevaux à la fenêtre, în Franța la Teatrul Les Celestins des Lyon, în regia lui Pascal Papini, și Petit boulot pour vieux clown, la Bienala de Teatru din Bonn. Ulterior, 20 de piese i-au fost jucate în Franța (Théâtre de l'Est Parisien, Théâtre du Guichet Montparnasse, Théâtre du Rond-Point, Studio des Champs-Elysées, etc.). Matei Vișniec este al doilea dramaturg român care reușește să se impună în lumea selectă și extrem de conservatoare a teatrului francez, după Eugène Ionesco. Din 1992, va fi prezent cu una sau mai multe piese la fiecare ediție a Festivalului Internațional de teatru de la Avignon, prestigios festival de teatru din Franța și unul din cele mai mari din lume.

## Un fluture cu două aripi
Referitor la această dublă apartenență culturală, Matei Vișniec declara într-un interviu:
„Je suis l’homme qui vit entre deux cultures, deux sensibilités, je suis l’homme qui a ses racines en Roumanie et ses ailes en France”. (Sunt omul care trăiește între două culturi, între două sensibilități, care are rădăcinile în România și aripile în Franța).”
La 31 de ani, când ajunge la Paris, Matei Vișniec lasă culturii române o operă deja semnificativă, un roman, foarte multe piese și câteva volume de poezie. Intră în cultura franceză prin poezie, Le sage à l’heure du thé este distins cu premiul Cea mai bună carte de poezie din 1984.

## Pasiunea pentru literatură
Pasiunea sa se hrănește din literatura pe care a citit-o, încă din copilărie. Este îndrăgostit și influențat de Franz Kafka, Fiodor Dostoievski, Edgar Allan Poe, Lautréamont, Jorge Luis Borges, Anton Pavlovici Cehov, Samuel Beckett. Iubește suprarealismul, dadaismul, teatrul absurdului sau grotescului, literatura fantastică, realismul magic al romanului latino american, teatrul realist anglosaxon și urăște realismul socialist.

## Opera dramatică
Piese jucate în peste 30 de țări: România, Republica Moldova, Franța, Germania, Italia, Belgia, Luxemburg, Olanda, Elveția, Spania, Portugalia, Marea Britanie, Danemarca, Suedia, Finlanda, Grecia, Turcia, Rusia, Ungaria, Bulgaria, Serbia, Macedonia, Croatia, Ucraina, Canada, Statele Unite, Argentina, Brazilia, Bolivia, Japonia, Maroc, Iran, Liban.
Spectacole și participări la mari festivaluri internaționale de teatru: Festivalul de la Avignon, Bienala de teatru de la Bonn, Festivalul de teatru de la Edinburg, Festivalul FAJDR de la Teheran, Festivalul de teatru de la Sibiu etc.
A fost invitat pentru intervenții și conferințe pe tema rezistenței culturale și a literaturii ca spațiu de libertate în numeroase orașe din Franța, dar și în Italia (Universitatea din Padova, Universitatea din Bolognia, Institutul Cultural Francez de la Roma), Statele Unite (Universitatea Phoenix din Arizona, Festivalul "Playing French" de la Chicago), Maroc (Centrul Cultural Francez de la Tetouan), Iran (Universitatea liberă de la Teheran), Japonia (Teatrul Kaze din Tokyo), Cehia (Centrul Cultural Român de la Praga), Marea Britanie (Festivalul de teatru de la Brighton), Germania (Teatrul Hans Otto de la Potsdam), Luxemburg (Fabriktheater) etc.
Piesele lui Matei Vișniec sunt traduse în peste 25 de limbi. Unele au fost montate în teatre importante din Europa: Teatrul Rond Point des Champs Elysées la Paris, Teatrul Stary din Cracovia, Teatrul Piccolo din Milano, Teatrul Regal din Stockholm, Teatrul Young Vic din Londra, Teatrul Național din Istanbul, Teatrul Maxim Gorki din Berlin, Teatro Stabile din Catania (Sicilia).
În jur de 30 de piese scrise în franceză sunt publicate de editurile franceze Actes Sud - Papiers, L'Harmattan, Lansman, Crater, Espace d'un Instant, L'œil du Prince.

## Spectacole și montări recente (2005-2022)
- Angajare de clovn, Teatrul Maria Filotti, Braila, regia Radu Nichifor [5]
- Angajare de clovn, Teatrul de Nord Satu-Mare, regia Ana Ciobanu
- Mansardă la Paris cu vedere spre moarte, Teatrul Național din Cluj, regia Radu Afrim (data premierei 25 septembrie 2004)
- Richard al III-lea se interzice, sau scene din viața lui Meyerhold, Teatrul G.A.Petculescu din Resita, regia Michel Vivier (2005)
- Buzunarul cu pâine, Teatrul Metropolis, București, regia și interpretarea Oana Pellea și Sandu Mihai Gruia (2006)
- Richard al III-lea se interzice, sau scene din viața lui Meyerhold, Teatrul Bulandra, București, regia Cătălina Buzoianu (data premierei 15 iunie 2006)
- Istoria comunismului povestită pentru bolnavii mintali, Teatrul Național din București, regia Florin Fătulescu (data premierei 20 septembrie 2007)
- Ioana și focul, Teatrul de Comedie, București, regia Cătălina Buzoianu (data premierei 18 octombrie 2008)
- Femeia țintă și cei zece amanți, Teatrul Național din Cluj, regia Mona Chirilă (data premierei 3 iunie 2008)
- Femeia țintă și cei zece amanți, Teatrul Radu Stanca, Sibiu, regia Claire Dancoisne (data premierei 26 mai 2009)
- Occident Express, Teatrul Național din Craiova, regia Alexandru Boureanu (data premierei 27 mai 2009)
- Negustorul de timp, Teatrul Național din Iași, regia Ovidiu Lazăr (data premierei 9 ianuarie 2010)
- Cabaretul cuvintelor, Teatrul Național din Timișoara în coproducție cu Teatrul Municipal din Turda, regia Ștefan Iordănescu (data premierei 16 octombrie 2012)
- Spectatorul condamnat la moarte, Teatrul Național din Cluj, regia Răzvan Mureșan (data premierei 21 decembrie 2013)
- Buzunarul cu pâine, Teatrul Maghiar din Cluj, regia István Albu (data premierei 27 februarie 2013)
- De ce Hecuba, Teatrul Național Radu Stanca din Sibiu, regia Anca Bradu (data premierei 4 octombrie 2014)
- Trei nopți cu Madox, Teatrul Fani Tardini din Galați, regia Radu Dinulescu (data premierei 18 martie 2014)
- Cabaretul cuvintelor, Teatrul Național Vasile Alecsandri Iași, regia Ovidiu Lazăr (data premierei 10 octombrie 2015)
- Richard al III-lea se interzice, sau Scene din viața lui Meyerhold, Teatrul Național din Cluj, regia Răzvan Mureșan (data premierei 18 septembrie 2015)
- Trei nopți cu Madox, Teatrul Nottara, București, regia Mihai Lungeanu (data premierei 20 noiembrie 2015)
- Recviem, Teatrul Național I. L. Caragiale București, regia Alexandru Dabija (2016)
- Nina, sau Despre fragilitatea pescărușilor împăiați, Teatrul de Comedie, București, regia Alexandru Maftei (2016)
- Șobolanul rege, Teatrul de stat Constanța, regia Radu Dinulescu (data premierei 20 februarie 2016)
- Omul de zăpadă care voia să întîlnească soarele, Teatrul Tăndărică, București (data premierei 18 aprilie 2016)
- Cabaretul Dada, Teatrul Regia Maria, Oradea, regia Anca Bradu  (data premierei 23 octombrie 2016)
- Angajare de clovn, Teatrul Național din București, regia Ion Caramitru (data premierei 8 ianuarie 2017)
- Migraaanti, Teatrul Tomcsa Sándor,  Odorheiu Secuiesc, regia Zakariás Zalán (premiera absolută în limba maghiară a avut loc în septembrie 2017)
- Despre senzația de elasticitate cînd pășim peste cadavre, Teatrul Național din Cluj, regia Răzvan Mureșan (data premierei 10 iunie 2018)
- Despre tandrețe, Teatrul Dramaturgilor Români, București, regia Felix Alexa (data premierei 8 septembrie 2018)
- Occident Express, Teatrul Szigligeti, Oradea, regia Zakariás Zalán  (premiera absolută în limba maghiară a avut loc pe 1 martie 2019)
- Extraterestrul care își dorea ca amintire o pijama, Teatrul Municipal Matei Vișniec Suceava, regia Ioan Brancu,  (data premierei 5 mai 2019)
- Povestea regelui supărat pe clovn, Teatrul Rădăuți, regia Ovidiu Lazăr,  (data premierei 16 Aprilie 2022)
- Caragiale e de vină, Teatrul Mihai Eminescu din Botoșani, regia Vlad Trifaș, (data premierei 13 mai 2023)

## Cărți editate în România
Poezie
- La noapte va ninge; București, Editura Albatros, 1980
- Orașul cu un singur locuitor; București, Editura Albatros, 1982
- Înțeleptul la ora de ceai; București, Editura Cartea Românească, 1984
- Poeme ulterioare; București, Editura Cartea Românească, 2000
- Orașul cu un singur locuitor (antologie de poezie); Pitești, Editura Paralela 45, 2005
- La masa cu Marx; București, Editura Cartea Românească, 2011
- Securi decapitate; cu gravuri originale realizate de Matei Vișniec, Andra Bădulescu, Joèla Vișniec, Iuri Isar, May Oana Isar si Smaranda Isar; București, Tracus Arte, 2012
- Opera poetica; București, Editura Cartea Românească, 2017
- Vi se pare cumva nedreapta dispariția dumneavoastră?; București, Tracus Arte, 2019

Romane
- Cafeneaua Pas-Parol; București, Editura Fundației Culturale Române, 1992; reeditare în 2008 la Editura Cartea Românească; reeditare în 2014 la Editura Polirom
- Sindromul de panică în orașul Luminilor; București, Editura Cartea Românească, 2009 [6]
- Domnul K Eliberat; București, Editura Cartea Românească, 2010
- Dezordinea preventivă; București, Editura Cartea Românească, 2011
- Negustorul de începuturi de roman: roman caleidoscop; Polirom, Iași, 2014
- Iubirile de tip pantof, iubirile de tip umbrela; Polirom, Iași, 2016
- Consulatul lunii sau Adelina și crocodilii de mlaștină (roman minuscul în două părți destinat copiilor de la 8 ani în sus și adulților de la 108 ani în jos), ilustrații de Joèla Visniec, Editura Humanitas, 2025, ISBN 978-973-50-8789-0

Teatru
- Țara lui Gufy; București, Editura Ion Creangă, 1992
- Angajare de clown; București, Editura Unitext, 1993
- Văzătorule, nu fi un melc; București, Editura Expansion-Armonia, 1996
- TEATRU (I) și TEATRU (II) (în două volume); București, Editura Cartea Românească, 1996 - prima culegere masivă din teatrul scris de autor între 1977 și 1990; reditare la aceeași editură în 2007
- Negustorul de timp și Frumoasa călătorie a urșilor Panda povestită de un saxofonist care avea o iubită la Frankfurt, colecția TEATRU/BIBLIOTECA; București, Editura Eminescu, Asociația Uniunii Scriitorilor, 1998
- Teatru descompus și Despre sexul femeii-cîmp de luptă în războiul din Bosnia; București, Editura Cartea Românească, 1998, reeditare în 2007 la aceeași editură
- Istoria comunismului povestită pentru bolnavii mintal; Brasov, Editura Aula, 2001; reeditare la  Pitești, Paralela 45, 2007
- Caii la fereastră; Brasov, Editura Aula, 2001
- Mansardă la Paris cu vedere spre moarte; Pitești, Editura Paralela 45, 2005
- Omul cu o singură aripă; Pitești, Editura Paralela 45, 2006
- Păianjenul în rană; București, Editura Cartea Românească, 2007
- Groapa din tavan; București, Editura Cartea Românească, 2007
- Omul pubelă & Femeia ca un câmp de luptă; București, Editura Cartea Românească, 2007 [7]
- Imaginează-ți că ești Dumnezeu; Pitești, Editura Paralela 45, 2008
- Mașinăria Cehov și Nina sau despre fragilitatea pescărușilor împăiați; București, Editura Humanitas, 2008
- Femeia țintă și cei zece amanți; Pitești, Editura Paralela 45, 2009
- Occident Express și Despre senzația de elasticitatea cînd pășim peste cadavre; Pitești, Editura Paralela 45, 2009
- Omul din cerc (antologie de teatru scurt); Pitești, Editura Paralela 45, 2011
- Scrisori de dragoste către o prințesă chineză; București, Editura Humanitas, 2011
- Procesul comunismului prin teatru (antologie); București, Editura Humanitas, 2012
- Cabaretul cuvintelor: exerciții de muzicalitate pură pentru actorii debutanți; București, Cartea Românească, 2012
- Omul din care a fost extras răul; București, Editura Cartea Românească, 2014
- Trilogia balcanică. Migraaaanți sau Prea suntem mulți în aceeași barcă; București, Editura Humanitas, 2016
- Ioana și focul, Șobolanul rege, Reverii pe eșafod, Cuvintele lui Iov; București, Tracus Arte, 2017
- Caragiale e de vina; București, Editura Humanitas, 2019

Teatru pentru copii
- Omul de zăpada care voia sa întâlnească soarele; București, Editura Arthur 2016 (cu ilustrații de Andra Bădulescu)
- Extraterestrul care isi dorea ca amintire o pijama; București, Editura Arthur 2019 (cu ilustrații de Andra Bădulescu)

Nuvele
- Ultimele zile ale Occidentului; București, Editura Polirom, 2018

Altele
- Cronica ideilor tulburătoare sau Despre lumea contemporană ca enigmă și amărăciune; Polirom, Iași, 2010
- Cronica ideilor tulburătoare sau Despre lumea contemporană în fata marilor decizii; Polirom, Iași, 2019

## Volume colective
- Dialoguri pariziene cu Monica Lovinescu, Jean-Louis Courriol, Bujor Nedelcovici, Sanda Stolojan, Cicerone Ionițoiu, Aurora Cornu, George Astaloș, Ilie Constantin, Matei Vișniec, Mihai Popov, Nicolae Lupan, Victor Voinicescu-Sotchi, Virgil Tănase, Françoise Taguet; realizate de Lucreția Bârladeanu; Chișinău; Editura Arc, 2005
- Mărturii în timp - dialoguri cu: Walter M. Bacon Jr., Mihai Beniuc, Nicolae Breban, Gheorghe Buzatu, Mihai Cimpoi, Șerban Cioculescu, Petru Creția, Zoe Dumitrescu-Bușulenga, Dan Hatmanu, Alexandru Ivasiuc, Cezar Ivănescu, George Lesnea, Nicolae Manolescu, Alexandru Paleologu, Al. Piru, Mircea Popovici, Alexandru Preda, Lucian Raicu, Marin Sorescu, Nichita Stănescu, Kurt W. Treptow, Mihai Ursachi, Matei Vișniec; realizate de Constantin Coroiu; Bucuresti; Paideia, 1997

## Cărți editate în Franța
- Le sage à l'heure du thé, 1984
- Du Pain plein les poches, Éditions du Pli Urgent, 1984, trad. Virgil Tanase
- Poèmes de Roumanie, trad. de Mihaï Zaharia, éd. Cahiers bleus/Librairie bleue, 1990
- Le Dernier Godot, Cosmogone, 1996, trad. Gabrielle Ionesco
- La vieille dame qui fabrique 37 cocktails molotov par jour, Éditions Écritures Théâtrales Grand Sud-Ouest, 2009. (Mis en scène par Laetitia Mazzoleni pour la Cie On est pas là pour se faire engueuler)

Editions LANSMAN
- Trois nuits avec Madox, 1995
- L'histoire du communisme racontée aux malades mentaux, 2000
- Le Roi, le rat et le fou du Roi: fable baroque, farce, bouffonerie et mascarade pour comédiens et marionnettistes ; Wallonie, Lansman 2002[8]
- Attention aux vielles dames rongees par la solitude, 2004
- Richard III n'aura pas lieux ou Scènes de la vie de Meyerhold: adaptation libre d'après le dernier cauchemar du metteur en scène Vsevolod Meyerhold avant qu'il soit tué en prison en 1940 sur l'ordre du Généralissime ; Carnières-Morlanwelz, Lansman, 2005
- La femme-cible et ses dix amants, 2005
- La machine Tchekov; Carnières-Morlanwelz, Lansman, 2005
- Le mot progrès dans la bouche de ma mère sonnait terriblement faux, 2007
- Les detours Cioran ou Mansarde à Paris avec vue sur la mort, 2007
- Enquête sur le disparition d'un nain de jardin, 2008 (coédition Théâtre de la Digue / Urgence de la jeune parole)
- De la sensation d'élasticité lorsqu'on marche sur des cadavres, 2010
- La ville d'un seul habitant (poèmes), 2010

Editions ACTES SUD-PAPIERS
- Paparazzi ou la chronique d'un lever de soleil avorté  suivi de Du sexe de la femme comme champ de bataille dans la guerre en Bosnie, 1997
- Lettres aux arbres et aux nuages, 1997, dans le recueil "Brefs d'ailleurs"
- Petit boulot pour vieux Clown suivi de L'histoire des ours pandas racontée par un saxophoniste qui a une petite amie à Francfort, 1998
- Du pain, plein les poches et autres pièces courtes, 2004

Editions L'HARMATTAN
- Théâtre décomposé, ou L'homme poubelle, 1996

Editions CRATER
- Les partitions frauduleuses, 1995
- Les chevaux à la fenêtre, 1996
- Comment pourrais-je être un oiseau?, 1997
- Mais qu'est-ce qu'on fait du violoncelle? 1999

Editions ESPACE D'UN INSTANT
- Mais, maman, ils nous racontent au deuxième acte ce qui s'est passé au premier, 2004
- Le spectateur condamné à mort, 2006

Editions L'ŒIL DU PRINCE
- Jeanne et le feu, 2009

## Cărți editate în Bulgaria
- 2009 - Mansardă la Paris cu vedere spre moarte - 6 PIESE trad. de OGNEAN STAMBOLIEV SI IVAN RADEV- ; ED. FACHEL EXPRES - SOFIA- 2009

- 2010 - Orașul cu un singur locuitor - 90 poezii - Richard al III-lea nu se mai face sau Scene din viața lui Meyerhold; trad. și pref. OGNEAN STAMBOLIEV- 2010

- 2011 - Sindromul de panică în Orașul Luminilor - roman ; trad. OGNEAN STAMBOLIEV; ED. AVANGARDPRINT, Bulgaria - 2011

- 2015 - Domnul K. eliberat -  roman, trad si prefata  OGNEAN  STAMBOLIEV - ED AVANGARDPRINT- 2015

- 2016 -  Dezordinea preventivă - roman. trad si prefata OGNEAN STAMBOLIEV- ED  AVANGARDPRINT Bulgaria - 2016

- 2017 - Călătorul prin ploaie - 5 piese - trad si  postfata  OGNEAN  STAMBOLIEV - ED GEA LIBRIS - SOFIA- 2017

- 2018 - Negustorul de începuturi de roman - trad. și prefață OGNEAN STAMBOLIEV - ED GEA LIBRIS - SOFIA - 201
- 2020 - Iubire de tip pantof, ubire de tip umbtela - trad si prefata OGNEAN STAMBOLIEB - ED GEA LIBRIS  - SOFIA- 2020
- 2021 - Caii la fereastră - teatru  9 piese - trad. și prefață  OGNEAN  STAMBOLIEV - ED GEA LIBRIS - SOFIA - 2021

## Piese de teatru
- Les chevaux à la fenêtre (Caii la fereastră)
- Attention aux vieilles dames rongees par la solitude (Atenție la bătrânele doamne roase de singurătate)
- Le roi, le rat et le fou du roi (Regele, șobolanul și nebunul regelui)
- Theatre decomposee ou, L'homme-poubelle (Teatrul descompus sau Omul-pubelă)
- Petit Boulot pour vieux clowns (Angajare de clovn)
- Du pain plein les poches (Buzunarul cu pâine)
- Paparazzi, ou, La chronique d'un lever de soleil avorte (Paparazzi sau cronica unui apus de soare avortat)
- Trois nuits avec Madox (Trei nopți cu Madox)
- Mais maman, ils nous racontent au deuxième acte ce qui s’est passé au premier (Bine, mamă, da' ăștia povestesc în actu' doi ce se-ntâmplă-n actu întâi)
- Mais qu'est-ce qu'on fait du violoncelle? (Si cu violoncelul ce facem?)
- Comment pourrais-je etre un oiseau? (Cum aș putea fi o pasăre?)
- Le dernier Godot (Ultimul Godot)
- Histoire des l'ours panda racontee par une saxophoniste (Istoria urșilor panda povestită de un saxofonist care avea o iubită la Frankfurt)
- L'histoire du communisme racontee aux malades mentaux (Istoria comunismului povestită pe înțelesul bolnavilor mintali)
- Lettres aux arbres et aux nuages (Scrisori către arbori și nori)
- Mansarde à Paris avec vue sur la mort (Mansardă la Paris cu vedere spre moarte)
- Richard al III-lea nu se mai face sau Scene din viața lui Meyerhold
- Hotel Europa complet

## Piese de teatru publicate înlimba franceză
- Les trois nuits de Madox, Editions Lansman, 1995
- Les partitions Frauduleuses, Editions Crater, 1995
- Théâtre décomposé ou L’Homme-poubelle, Editions L’Harmattan, 1996. Pusă în scenă de Gabriel Garran, 2004
- Les chevaux à la fenêtre, Editions Crater, 1996
- Lettres aux arbres et aux nuages, Editions Actes Sud-Papiers, 1997
- Paparazzi ou la chronique d’un lever de soleil avorté, Editions Actes Sud-Papiers, 1997
- Du sexe de la femme comme champ de bataille dans la guerre en Bosnie, Editions Actes Sud-Papiers, 1997
- Comment pourrais-je être un oiseau ?, Editions Crater, 1997
- Petit boulot pour vieux clowns, Editions Actes Sud-Papiers, 1998
- L’histoire des ours Panda racontée par un saxophoniste, Editions Actes Sud-Papiers, 1998
- L’histoire du communisme racontée aux malades mentaux, Editions Lansman, 2000
- Le roi, le rat et le fou du roi, Editions Lansman, 2002
- Attention aux vieilles dames rongées par la solitude, Editions Actes Sud-Papiers, 2004
- Du pain plein les poches et autres courtes pièces, Editions Actes Sud-Papiers, 2004
- Mais maman, ils nous racontent au deuxième acte ce qui s’est passé au premier, Editions L’espace d’un instant, 2004

## Premii și distincții în România
- 1977: Premiul revistei ROMÂNIA LITERARA la Festivalul Național de Poezie "Nicolae Labiș"
- 1978: Premiul de Poezie al revistelor Viața Studențească și Amfiteatru
- 1980: Premiul Concursului de debut al Editurii Albatros
- 1985: Premiul Uniunii Scriitorilor din România pentru Cea mai bună carte de poezie, pentru volumul Înțeleptul la ora de ceai (1984)
- 1991: Premiul UNITER pentru cea mai bună piesă românească a anului 1990, pentru piesa Angajare de clovn
- 1991: Premiul Uniunii Scriitorilor din România pentru Dramaturgie
- 1998: Premiul pentru  Dramaturgie al UNIUNII SCRIITORILOR DIN ROMÂNIA pentru volumele "Teatru I - Teatru II" apărute la Cartea Românească
- 1998: Premiul de Dramaturgie al ACADEMIEI ROMÂNE
- 2002: Premiul pentru dramaturgie al UNIUNII SCRIITORILOR DIN ROMÂNIA pentru volumul "Istroia comunismului povestită pentru bolnavii mintal" apărut la Editura Aula
- 2002: Premiul Național de Dramaturgie acordat de Ministerul Culturii
- 2007: Premiul pentru Dramaturgie acordat de UNIUNINEA SCRIITORILOR DIN ROMÂNIA pe 2006 pentru volumul "Omul cu o singură aripă" apărut la Editura Paralela 45
- 2009: Premiul revistei "Viața Românească"
- 2010: Premiul pentru roman acordat de revista OBSERVATORUL CULTURAL (pentru romanulul "Sindromul de panică în orașul luminilor")
- 2025: Membru de onoare al Academiei Române[3]

## Premii și distincții în Franța
- 1991: Premiul Juriului la Festivalul "Les Journées d'Auteurs" organizat de Teatrul LES CELESTINS DE LYON, pentru piesa Caii la fereastră
- 1993: Spectacolul Teatru descompus montat la Teatrul MUNDI în coproducție cu INSTITUTUL FRANCEZ de la București obține, pentru versiunea sa franceză, premiul "Théâtre vivant" acordat de RADIO FRANCE INTERNATIONALE
- 1994: Marele premiu de teatru radiofonic al SOCIETAȚII AUTORILOR ȘI COMPOZITORILOR DRAMATICI DIN Franța pentru piesa Povestea urșilor panda povestită de un saxofonist care are o iubită la Frankfurt
- 1996 și 2008: Premiul presei la Festivalul de teatru de la Avignon, secția OFF
- 2009: Premiul EUROPEAN acordat de Societatea Autorilor și Compozitorilor Dramatici din Franța
- 2016: Premiul de literatura europeana Jean Monnet pentru romanul Le marchand de premières phrases (Negustorul de începuturi de roman), Editura Actes Sud, traducere Laure Hinckel[9]
- 2018: Matei Vișniec primește pentru toată activitatea distincția de Chevalier des Arts et des Lettres
- 2020: Prin decret prezidential, Matei Vișniec este numit Chevalier de l'ordre national du Mérite

## Exegeze critice și teze de doctorat
- Suaud, Olivier, Matei Visniec, la disparition du personage, Universite Toulouse le Mirail; Mémoire présenté pour l’obtention de la Maitrise de Lettres Modernes, sous la direction de Monsieur Arnaud Rykner, juin, 2001
- Bogdan Crețu, Matei Vișniec, un optzecist atipic, Editura Universității Iași, 2005
- Shari Gerstenberger, Theatre Decomposed, or The Human Trashcan, Translation of Théâtre décomposé ou l’homme-poubelle by Matei Visniec, Comparative Literature Thesis 2007, Alistaire Tallent, Andrew Manley
- Roxana Maria Sînescu, Situații, forme și tehnici ale dialogului în teatrul lui Matei Vișniec, Tipo Moldova, Iași 2008
- Daniela Magiaru, Matei Vișniec - Mirajul cuvintelor calde, Editura Institutului Cultural Român, 2010
- Mihai Lungeanu, Personajul virtual, sau calea către al V-lea punct cardinal la Matei Vișniec, Editura Cartex, 2010
- Emilia David, Mizele intertextualității în literatura Generației '80: Matei Vișniec - aspecte ale biblingvismului și ale postmodernismului în contextul unei receptări pluriculturale a operei (teza de doctorat) - ; București: Universitatea București. Facultatea de Litere. Școala de doctorat în Litere ; Torino; Universita degli Studi di Torino. Dipartamento di Lingue e Letterature Straniere e Culture Moderne, 2015
- Literatura, teatrul și filmul în onoarea dramaturgului Matei Vișniec; volum coordonat de Marina Cap-Bun și Florentina Nicolae; Constanța; Ovidius University Press, 2015